# محوطه سرن
محوطه سرن مربوط به دوره اشکانیان - دوره ساسانیان - سده‌های اولیه دوران‌های تاریخی پس از اسلام است و در شهرستان میانه، بخش کندوان، دهستان تیرچای، ۲ کیلومتری جنوب شرقی روستای کزرج واقع شده و این اثر در تاریخ ۲۷ اسفند ۱۳۸۶ با شمارهٔ ثبت ۲۲۲۸۳ به‌عنوان یکی از آثار ملی ایران به ثبت رسیده است.